# World Cup 1991 (Tischtennis)
| 1990 ← World Cup → 1992 | 1990 ← World Cup → 1992                             |
| ----------------------- | --------------------------------------------------- |
|                         | Männer                                              |
| Datum                   | 11.09.–14.09.                                       |
| Ort                     | Kuala Lumpur                                        |
| Auflage                 | 12                                                  |
| Sieger                  | Jörgen Persson Jean-Philippe Gatien Jan-Ove Waldner |

Der Tischtennis-World Cup 1991 fand in seiner 12. Austragung vom 11. bis 14. September im malayischen Kuala Lumpur statt. Es gab nur einen Wettbewerb für Männer. Gold ging an Jörgen Persson aus Schweden.

## Modus
An dem Wettbewerb nahmen 16 Sportler teil, die auf vier Gruppen mit je vier Sportlern aufgeteilt wurden. Die Gruppenersten und -zweiten rückten in die im K. o.-Modus ausgetragene Hauptrunde vor. Die Halbfinal-Verlierer trugen ein Spiel um Platz 3 aus. Gespielt wurde mit zwei Gewinnsätzen, in der Hauptrunde mit drei Gewinnsätzen.

## Teilnehmer
| Platz | Name                 | TN |
| ----- | -------------------- | -- |
| 1     | Jörgen Persson       | 5  |
| 2     | Jean-Philippe Gatien | 2  |
| 3     | Jan-Ove Waldner      | 8  |
| 4     | Jean-Michel Saive    | 3  |
| 5     | Andrzej Grubba       | 9  |
| 5     | Kim Taek-soo         | 2  |
| 5     | Ma Wenge             | 3  |
| 5     | Wenguan Huang        | 1  |
| 9     | Mikael Appelgren     | 7  |
| 9     | Jiang Jialiang       | 7  |
| 9     | Li Gun Sang          | 2  |
| 9     | Wang Tao             | 1  |
| 13    | Eng Tian Syh         | 1  |
| 13    | Peter Jackson        | 2  |
| 13    | Cláudio Kano         | 5  |
| 13    | Sule Olaleye         | 1  |

## Gruppenphase

### Gruppe 1
|                | Ergebnis |                |
| -------------- | -------- | -------------- |
| Kim Taek-soo   | 1:2      | Jörgen Persson |
| Kim Taek-soo   | 2:0      | Li Gun Sang    |
| Kim Taek-soo   | 2:0      | Peter Jackson  |
| Jörgen Persson | 1:2      | Li Gun Sang    |
| Jörgen Persson | 2:0      | Peter Jackson  |
| Li Gun Sang    | 2:0      | Peter Jackson  |

| Platz | Spieler        | Spiele | Sätze | Punkte |
| ----- | -------------- | ------ | ----- | ------ |
| 1     | Kim Taek-soo   | 3      | 5:2   | 5      |
| 2     | Jörgen Persson | 3      | 5:3   | 5      |
| 3     | Li Gun Sang    | 3      | 4:3   | 5      |
| 4     | Peter Jackson  | 3      | 0:6   | 3      |

### Gruppe 2
|                      | Ergebnis |                      |
| -------------------- | -------- | -------------------- |
| Jan-Ove Waldner      | 2:0      | Jean-Philippe Gatien |
| Jan-Ove Waldner      | 2:1      | Wang Tao             |
| Jan-Ove Waldner      | 2:0      | Eng Tian Syh         |
| Jean-Philippe Gatien | 2:1      | Wang Tao             |
| Jean-Philippe Gatien | 2:0      | Eng Tian Syh         |
| Wang Tao             | 2:0      | Eng Tian Syh         |

| Platz | Spieler              | Spiele | Sätze | Punkte |
| ----- | -------------------- | ------ | ----- | ------ |
| 1     | Jan-Ove Waldner      | 3      | 6:1   | 6      |
| 2     | Jean-Philippe Gatien | 3      | 4:3   | 5      |
| 3     | Wang Tao             | 3      | 4:4   | 4      |
| 4     | Eng Tian Syh         | 3      | 0:6   | 3      |

### Gruppe 3
|                   | Ergebnis |                   |
| ----------------- | -------- | ----------------- |
| Andrzej Grubba    | 2:1      | Jean-Michel Saive |
| Andrzej Grubba    | 2:0      | Jiang Jialiang    |
| Andrzej Grubba    | 2:1      | Sule Olaleye      |
| Jean-Michel Saive | 2:1      | Jiang Jialiang    |
| Jean-Michel Saive | 2:1      | Sule Olaleye      |
| Jiang Jialiang    | 2:0      | Sule Olaleye      |

| Platz | Spieler           | Spiele | Sätze | Punkte |
| ----- | ----------------- | ------ | ----- | ------ |
| 1     | Andrzej Grubba    | 3      | 6:1   | 6      |
| 2     | Jean-Michel Saive | 3      | 4:2   | 5      |
| 3     | Jiang Jialiang    | 3      | 3:4   | 4      |
| 4     | Sule Olaleye      | 3      | 0:6   | 3      |

### Gruppe 4
|                  | Ergebnis |                  |
| ---------------- | -------- | ---------------- |
| Wenguan Huang    | 2:0      | Ma Wenge         |
| Wenguan Huang    | 2:1      | Mikael Appelgren |
| Wenguan Huang    | 2:0      | Cláudio Kano     |
| Ma Wenge         | 2:1      | Mikael Appelgren |
| Ma Wenge         | 2:0      | Cláudio Kano     |
| Mikael Appelgren | 2:1      | Cláudio Kano     |

| Platz | Spieler          | Spiele | Sätze | Punkte |
| ----- | ---------------- | ------ | ----- | ------ |
| 1     | Wenguan Huang    | 3      | 6:1   | 6      |
| 2     | Ma Wenge         | 3      | 4:3   | 5      |
| 3     | Mikael Appelgren | 3      | 4:5   | 4      |
| 4     | Cláudio Kano     | 3      | 1:6   | 3      |

## Hauptrunde
|  | Viertelfinale        | Viertelfinale     |                      |                 | Halbfinale        | Halbfinale |  |  | Finale | Finale |
|  |                      |                   |                      |                 |                   |            |  |  |        |        |
|  |                      |                   |                      |                 |                   |            |  |  |        |        |
|  | Jean-Philippe Gatien | 3                 |                      |                 |                   |            |  |  |        |        |
|  | Jean-Philippe Gatien | 3                 |                      |                 |                   |            |  |  |        |        |
|  | Kim Taek-soo         | 0                 |                      |                 |                   |            |  |  |        |        |
|  | Kim Taek-soo         | 0                 | Jean-Philippe Gatien | 3               |                   |            |  |  |        |        |
|  |                      |                   | Jean-Philippe Gatien | 3               |                   |            |  |  |        |        |
|  |                      | Jean-Michel Saive | 0                    |                 |                   |            |  |  |        |        |
|  | Wenguan Huang        | Jean-Michel Saive | 0                    | 1               |                   |            |  |  |        |        |
|  | Wenguan Huang        |                   |                      | 1               |                   |            |  |  |        |        |
|  | Jean-Michel Saive    | 3                 |                      |                 |                   |            |  |  |        |        |
|  |                      |                   | Jean-Philippe Gatien | 0               |                   |            |  |  |        |        |
|  |                      |                   |                      | Jörgen Persson  | 3                 |            |  |  |        |        |
|  | Jörgen Persson       | 3                 |                      |                 |                   |            |  |  |        |        |
|  | Andrzej Grubba       | 2                 |                      |                 |                   |            |  |  |        |        |
|  | Andrzej Grubba       | 2                 | Jörgen Persson       | 3               |                   |            |  |  |        |        |
|  |                      |                   | Jörgen Persson       | 3               | Spiel um Platz 3  |            |  |  |        |        |
|  |                      | Jan-Ove Waldner   | 1                    |                 |                   |            |  |  |        |        |
|  | Ma Wenge             | Jan-Ove Waldner   | 1                    | 0               | Jean-Michel Saive | 1          |  |  |        |        |
|  | Ma Wenge             |                   |                      | 0               | Jean-Michel Saive | 1          |  |  |        |        |
|  | Jan-Ove Waldner      | 3                 |                      | Jan-Ove Waldner | 2                 |            |  |  |        |        |
|  | Jan-Ove Waldner      | 3                 |                      |                 | 2                 |            |  |  |        |        |
|  |                      |                   |                      |                 |                   |            |  |  |        |        |

## Sonstiges
Mit 9 World-Cup-Teilnahmen verbesserte Andrzej Grubba seinen Rekord vom Vorjahr.